# Dungeons and Dragons: Dark Alliance
Dungeons and Dragons: Dark Alliance est un jeu vidéo de type action-RPG à la troisième personne développé par Tuque Games et édité par Wizards of the Coast, sorti le 22 juin 2021 sur Microsoft Windows, PlayStation 4, PlayStation 5, Xbox One et Xbox Series. Il s'agit du troisième jeu de la série Dark Alliance, lui-même basé sur le monde des Royaumes oubliés, et est un successeur spirituel de Baldur's Gate: Dark Alliance (2001) et Baldur's Gate: Dark Alliance II (2004),.

## Système de jeu
Le jeu comprend un mode solo et un mode multijoueur. En mode solo, le joueur peut choisir l'un des quatre personnages à contrôler et basculer entre eux. Le mode multijoueur permet une coopération locale en écran partagé ou une coopération en ligne pour un maximum de quatre joueurs.

## Développement
En mars 2019, Tuque Games annonce qu'il développe un jeu sur l'univers Donjons et Dragons en partenariat avec l'éditeur Wizards of the Coast. En octobre 2019, il acquiert Tuque Games.
L'histoire se déroule dans la région d'Icewind Dale des Royaumes oubliés, et met en vedette des personnages de la série de romans de R.A. Salvatore, The Legend of Drizzt. Ainsi, les quatre personnages jouables sont Drizzt Do'Urden, Cattie-Brie, Bruenor Battlehammer et Wulfgar,.

## Commercialisation
Dungeons and Dragons: Dark Alliance est officiellement annoncé avec une bande-annonce lors des Game Awards 2019 le 12 décembre,.
Il devait sortir sur PC et consoles vers l'automne 2020,,, avant d'être décalé à 2021. Le jeu est commercialisé à partir du 22 juin 2021 sur PlayStation 4, PlayStation 5, Xbox One et Xbox Series et offert pour les abonnés du Xbox Game Pass. Il est également distribué par Steam et Epic Games Store sur Microsoft Windows.
Les serveurs en ligne fermeront le 24 février 2025 alors que la fréquentation du jeu est quasiment nulle. À cette date, le jeu ne sera plus disponible à l'achat tandis que le mode solo restera accessible pour les joueurs l'ayant déjà en leur possession.

## Accueil
- Gamekult : 3/10[14]